# Зоркий (женский клуб по хоккею с мячом)
«Зо́ркий» — женский хоккейный клуб из Красногорска. Двукратный чемпион России. Из-за особенностей финансирования на всероссийских соревнованиях выступает как сборная Московской области.

## История
В 1987—1989 годах в Красногорске базировалась женская команда «Красногорочка».
В 2001 году при хоккейном клубе «Зоркий» была организована группа девочек, которой руководила известная в прошлом хоккеистка Алевтина Бычкова. Из двух групп 1986—1988 и 1991—1993 годов рождения впоследствии образовалась взрослая команда, тренерами которой стали Александр Теняков и Сергей Майборода.
С 2009 года регулярно выступает в чемпионатах России, из-за особенностей финансирования формируется и выступает как сборная Московской области.
Трижды подряд завоевав серебряные медали, пропуская вперёд лишь ДЮСШ «Рекорд», красногорские хоккеистки в 2012 году, воспользовавшись тем, что основной состав иркутянок готовился в составе сборной России к Чемпионату мира, уверенно завоевали первое в своей истории «золото». В 2015 году красногорские хоккеистки повторили свой успех уже в соперничестве с основным составом ДЮСШ «Рекорд», переиграв иркутянок в финальном матче — 2:1.
В 2017 году, впервые за годы выступления в чемпионатах России, опустились ниже второго места.

## Достижения
Чемпионат России
- Чемпион: 2012, 2015 (как сборная Московской области)
- Вице-чемпион: 2009, 2010, 2011, 2013, 2014, 2016
- Бронзовый призёр 2017

Кубок мира
- Бронзовый призёр 2011